# Кендал (Висконсин)
Кендал (енгл. Kendall) град је у америчкој савезној држави Висконсин.

## Демографија
По попису из 2010. године број становника је 472, што је 3 (0,6%) становника више него 2000. године.
| Група             | 2000.       | 2010.       |
| Белци             | 465 (99,1%) | 451 (95,6%) |
| Афроамериканци    | 0 (0,0%)    | 0 (0,0%)    |
| Азијати           | 0 (0,0%)    | 1 (0,2%)    |
| Хиспаноамериканци | 3 (0,6%)    | 10 (2,1%)   |
| Укупно            | 469         | 472         |